# Miss Monde 2018
Miss Monde 2018 est la 68e élection de Miss Monde, qui s'est déroulée à Sanya, dans la province de Hainan, en Chine, le 8 décembre 2018. La gagnante, la mexicaine Vanessa Ponce, succède ainsi à l'indienne Manushi Chhillar, Miss Monde 2017.
C'est la 8e fois, en 68 ans, que le concours se déroule à Sanya, et la 9e fois en Chine.

## Résultats

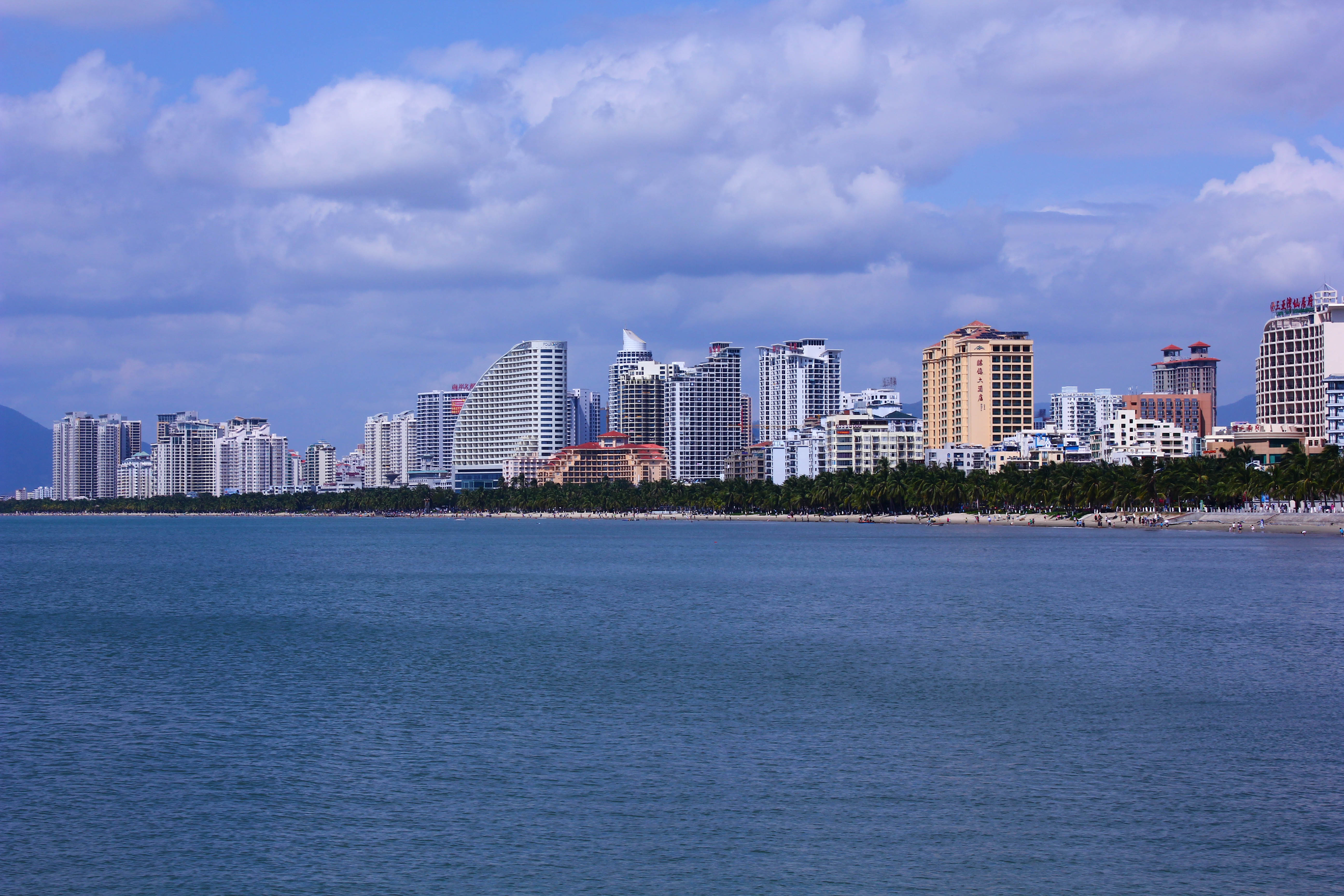
La baie de Sanya, lieu de déroulement de cette 68e édition de Miss Monde.

### Classement final
| Résultats finaux | Candidates |
| ---------------- | --- |
| Miss Monde 2018  | - Mexique – Vanessa Ponce |
| Dauphine         | - Thaïlande – Nicolene Pichapa Limsnukan |
| Top 5            | - Biélorussie – Maria Vasilevitch - Jamaïque – Kadijah Robinson - Ouganda – Quiin Abenakyo |
| Top 12           | - Écosse – Linzi McLelland - France – Maëva Coucke - Martinique – Larissa Segarel - Maurice – Murielle Ravina - Népal – Shrinkhala Khatiwada - Nouvelle-Zélande – Jessica Tyson - Panama – Solaris Barba |
| Top 30           | - Afrique du Sud – Thulisa Keyi - Bangladesh – Jannatul Ferdous Oishi - Barbade – Ashley Lashley - Belgique – Angeline Flor Pua - Chili – Anahí Hormazabal Garay - Chine – Mao Peirui - États-Unis – Marisa Butler - Îles Cook – Reihanna Koteka-Wiki - Inde – Anukreethy Vas - Indonésie – Alya Nurshabrina - Irlande du Nord – Katharine Walker - Japon – Kanako Date - Malaisie – Larissa Ping - Nigeria – Anita Ukah - Russie – Natalya Stroeva - Singapour – Vanessa Peh - Venezuela – Veruska Ljubisavljevic - Viêt Nam – Trần Tiểu Vy |

### Scores finaux
| Pays             | Presentation | Interview |
| ---------------- | ------------ | --------- |
| Mexique          | 9.000 (5)    |           |
| Thaïlande        | 8.994 (6)    |           |
| Biélorussie      | 8.895 (7)    |           |
| Jamaïque         | 9.545 (1)    |           |
| Ouganda          | 8.750 (10)   |           |
| Népal            | 9.125 (3)    |           |
| France           | 8.685 (11)   |           |
| Nouvelle-Zélande | 9.025 (4)    |           |
| Panama           | 8.875 (8)    |           |
| Maurice          | 8.765 (9)    |           |
| Écosse           | 9.215 (2)    |           |
| Martinique       | 8.675 (12)   |           |
| Chine            | 8.675 (13)   |           |
| Japon            | 8.675 (14)   |           |
| Malaisie         | 8.500 (15)   |           |
| Indonésie        | 8.495 (16)   |           |
| États-Unis       | 8.450 (17)   |           |
| Inde             | 8.440 (18)   |           |
| Îles Cook        | 8.365 (19)   |           |
| Chili            | 8.265 (20)   |           |
| Viêt Nam         | 8.228 (21)   |           |
| Singapour        | 8.243 (22)   |           |
| Venezuela        | 8.125 (23)   |           |
| Afrique du Sud   | 7.930 (24)   |           |
| Russie           | 7.850 (25)   |           |
| Nigeria          | 7.774 (26)   |           |
| Barbade          | 7.750 (27)   |           |
| Irlande du Nord  | 7.625 (28)   |           |
| Bangladesh       | 7.575 (29)   |           |
| Belgique         | 7.300 (30)   |           |

### Les Reines de beauté continentales
| Continents | Candidates                               |
| Afrique    | - Ouganda – Quiin Abenakyo               |
| Amériques  | - Panama – Solaris Barba                 |
| Asie       | - Thaïlande – Nicolene Pichapa Limsnukan |
| Caraïbes   | - Jamaïque – Kadijah Robinson            |
| Europe     | - Biélorussie – Maria Vasilevitch        |
| Océanie    | - Nouvelle-Zélande – Jessica Tyson       |

### Ordre d'annonce des finalistes
| 1. Maurice 2. Venezuela 3. Bangladesh 4. Chili 5. Malaisie 6. Inde 7. Singapour 8. Thaïlande 9. Mexique 10. Ouganda 11. France 12. États-Unis 13. Népal 14. Nouvelle-Zélande 15. Indonésie 16. Viêt Nam 17. Japon 18. Chine 19. Îles Cook 20. Biélorussie 21. Belgique 22. Irlande du Nord 23. Russie 24. Écosse 25. Nigeria 26. Afrique du Sud 27. Panama 28. Barbade 29. Jamaïque 30. Martinique | 1. Biélorussie 2. France 3. Écosse 4. Jamaïque 5. Martinique 6. Mexique 7. Panama 8. Maurice 9. Ouganda 10. Népal 11. Nouvelle-Zélande 12. Thaïlande | 1. Biélorussie 2. Jamaïque 3. Mexique 4. Ouganda 5. Thaïlande |

## Organisation
En mars 2018, la présidente de l'organisation Miss Monde Julia Morley signe un contrat avec Jiajun Li, président de compagnie New Silk Road, pour à nouveau organiser le concours en Chine.
En mai 2018, il est annoncé officiellement que cette 68e édition de Miss Monde sera organisée à Sanya, à l'occasion du 30ème anniversaire de l'île de Hainan. Les candidates arriveront dès le 9 novembre 2018 sur l'île pour une finale prévue le 8 décembre 2018.

## Candidates
Il y a 118 candidates, soit autant qu'en 2017, et 1 de plus qu'en 2016.
| Pays / Territoire         | Nom                         | Âge    | Taille | Résidence       |
| ------------------------- | --------------------------- | ------ | ------ | --------------- |
| Afrique du Sud            | Thulisa Keyi,               | 26 ans | 1,70 m | Sandton         |
| Albanie                   | Nikita Preka                | 22 ans | 1,78 m | Tirana          |
| Allemagne                 | Christine Annabelle Keller, | 24 ans | 1,78 m | Berlin          |
| Angleterre                | Alisha Cowie,               | 19 ans | 1,74 m | Newcastle       |
| Angola                    | Nelma Ferreira,             | 20 ans | 1,81 m | Luanda          |
| Argentine                 | Victoria Soto,              | 25 ans | 1,73 m | Paraná          |
| Arménie                   | Arena Zeynalian,            | 25 ans | 1,79 m | Erevan          |
| Aruba                     | Nurianne Arias,             | 24 ans | 1,68 m | Oranjestad      |
| Australie                 | Taylah Cannon,              | 23 ans | 1,72 m | Melbourne       |
| Autriche                  | Izabela Ion,                | 24 ans | 1,65 m | Bregenz         |
| Bahamas                   | Brinique Gibson,            | 22 ans | 1,63 m | New Providence  |
| Bangladesh                | Jannatul Ferdous Oishi,     | 18 ans | 1,65 m | Pirojpur        |
| Barbade                   | Ashley Lashley,             | 19 ans | 1,78 m | Bridgetown      |
| Belgique                  | Angeline Flor Pua,          | 23 ans | 1,68 m | Anvers          |
| Belize                    | Jalyssa Arthurs             | 18 ans | 1,65 m | San Ignacio     |
| Biélorussie               | Maria Vasilevitch,          | 21 ans | 1,76 m | Minsk           |
| Bolivie                   | Vanessa Vargas,             | 23 ans | 1,73 m | Cochabamba      |
| Bosnie-Herzégovine        | Anđela Paleksić,            | 20 ans | 1,80 m | Sarajevo        |
| Botswana                  | Moitshepi Elias,            | 24 ans | 1,68 m | Gaborone        |
| Brésil                    | Jéssica Carvalho,           | 22 ans | 1,70 m | Parnaíba        |
| Bulgarie                  | Kalina Miteva,              | 19 ans | 1,75 m | Sofia           |
| Cameroun                  | Aimée Caroline Nseke,       | 22 ans | 1,72 m | Yaoundé         |
| Canada                    | Hanna Begovic,              | 19 ans | 1,76 m | Toronto         |
| Chili                     | Anahí Hormazabal Garay      | 20 ans | 1,75 m | Santiago        |
| Chine                     | Mao Peirui,                 | 26 ans | 1,77 m | Yinchuan        |
| Chypre                    | Adriana Fiakka,             | 19 ans | 1,72 m | Limassol        |
| Colombie                  | Laura Osorio Hoyos,         | 22 ans | 1,76 m | Medellín        |
| Corée du Sud              | Ah Cho,                     | 25 ans | 1,77 m | Séoul           |
| Croatie                   | Ivana Mudnić Dujmina        | 17 ans | 1,82 m | Dubrovnik       |
| Curaçao                   | Nazira Colastica            | 18 ans | 1,74 m | Willemstad      |
| Danemark                  | Tara Jensen,                | 18 ans | 1,80 m | Hvidovre        |
| Écosse                    | Linzi McLelland,            | 24 ans | 1,70 m | Édimbourg       |
| Égypte                    | Omnia Helal                 | 26 ans | 1,74 m | Le Caire        |
| Équateur                  | Nicol Ocles,                | 21 ans | 1,75 m | Pimampiro       |
| Espagne                   | Amaia Izar,                 | 21 ans | 1,77 m | Aoiz            |
| États-Unis                | Marisa Butler,              | 24 ans | 1,73 m | Standish        |
| Éthiopie                  | Sollyana Abayneh,           | 22 ans | 1,74 m | Addis-Abeba     |
| Finlande                  | Jenny Lappalainen,          | 23 ans | 1,72 m | Helsinki        |
| France                    | Maëva Coucke,               | 24 ans | 1,76 m | Ferques         |
| Géorgie                   | Nia Tsivtsivadze,           | 24 ans | 1,74 m | Tbilissi        |
| Ghana                     | Nana Ama Benson,            | 23 ans | 1,73 m | Accra           |
| Gibraltar                 | Star Isabel Farrugia,       | 22 ans | 1,65 m | Gibraltar       |
| Grèce                     | Maria Lepida,               | 20 ans | 1,79 m | Patras          |
| Guadeloupe                | Morgane Thérésine,          | 22 ans | 1,78 m | Le Gosier       |
| Guam                      | Gianna Sgambelluri          | 18 ans | 1,68 m | Barrigada       |
| Guatemala                 | Elizabeth Gramajo Arreaga,  | 22 ans | 1,70 m | Guatemala       |
| Guinée équatoriale        | Silvia Adjomo Ndong Ada,    | 20 ans | 1,67 m | Malabo          |
| Guinée-Bissau             | Rubiato Nhamajo             | 24 ans | 1,74 m | Bafatá          |
| Guyana                    | Ambika Ramraj,              | 19 ans | 1,66 m | Georgetown      |
| Haïti                     | Stephie Morency,            | 26 ans | 1,65 m | Port-au-Prince  |
| Honduras                  | Dayana Sabillón,            | 23 ans | 1,76 m | Siguatepeque    |
| Hong Kong                 | Wing Wong                   | 25 ans | 1,75 m | Kowloon         |
| Hongrie                   | Andrea Szarvas,             | 20 ans | 1,71 m | Vésztő          |
| Îles Caïmans              | Kelsie Woodman-Bodden,      | 22 ans | 1,65 m | George Town     |
| Îles Cook                 | Reihanna Koteka-Wiki,       | 26 ans | 1,77 m | Rarotonga       |
| Îles Vierges britanniques | Yadali Thomas Santos,       | 21 ans | 1,68 m | Tortola         |
| Inde                      | Anukreethy Vas,             | 20 ans | 1,70 m | Tiruchirappalli |
| Indonésie                 | Alya Nurshabrina,           | 22 ans | 1,74 m | Bandung         |
| Irlande                   | Aoife O'Sullivan,           | 23 ans | 1,73 m | Bandon          |
| Irlande du Nord           | Katharine Walker,           | 23 ans | 1,70 m | Belfast         |
| Islande                   | Erla Ólafsdóttir            | 24 ans | 1,75 m | Reykjavik       |
| Italie                    | Nunzia Amato,               | 21 ans | 1,80 m | Naples          |
| Jamaïque                  | Kadijah Robinson            | 23 ans | 1,65 m | Kingston        |
| Japon                     | Kanako Date                 | 21 ans | 1,69 m | Tokyo           |
| Kazakhstan                | Yekaterina Dvoretskaya      | 20 ans | 1,77 m | Atyraw          |
| Kenya                     | Finali Galaiya              | 24 ans | 1,68 m | Nairobi         |
| Laos                      | Kadoumphet Xaiyavong,       | 21 ans | 1,69 m | Vientiane       |
| Lesotho                   | Rethabile Thaathaa,         | 21 ans | 1,70 m | Maseru          |
| Lettonie                  | Daniela Gods-Romanovska     | 21 ans | 1,70 m | Riga            |
| Liban                     | Mira Al Toufaily,           | 26 ans | 1,69 m | Baalbek         |
| Luxembourg                | Cassandra Lopes Monteiro,   | 18 ans | 1,65 m | Luxembourg      |
| Madagascar                | Miantsa Randriambelonoro,   | 20 ans | 1,74 m | Antananarivo    |
| Malaisie                  | Larissa Ping,               | 19 ans | 1,73 m | Miri            |
| Malte                     | Maria Ellul,                | 24 ans | 1,74 m | La Valette      |
| Martinique                | Larissa Segarel,            | 21 ans | 1,75 m | Fort-de-France  |
| Maurice                   | Anne Murielle Ravina        | 23 ans | 1,76 m | Rose Hill       |
| Mexique                   | Vanessa Ponce,              | 26 ans | 1,74 m | Mexico          |
| Moldavie                  | Tamara Zareţcaia,           | 21 ans | 1,77 m | Chisinau        |
| Mongolie                  | Enkhriimaa Erdenebaatar,    | 21 ans | 1,74 m | Oulan-Bator     |
| Monténégro                | Natalija Gluščević,         | 18 ans | 1,76 m | Podgorica       |
| Myanmar                   | Han Thi,                    | 21 ans | 1,72 m | Yangon          |
| Népal                     | Shirinkhala Khatiwada,      | 22 ans | 1,70 m | Hetauda         |
| Nicaragua                 | Yoselin Sobeyda Gómez,      | 23 ans | 1,77 m | Boaco           |
| Nigeria                   | Anita Ukah,                 | 23 ans | 1,88 m | Owerri          |
| Norvège                   | Madelen Michelsen,          | 19 ans | 1,71 m | Oslo            |
| Nouvelle-Zélande          | Jessica Tyson,              | 25 ans | 1,74 m | Auckland        |
| Ouganda                   | Quiin Abenakyo              | 22 ans | 1,75 m | Mayuge          |
| Panama                    | Solaris Barba,              | 19 ans | 1,75 m | Panama          |
| Paraguay                  | Maquenna Gaiarín Díaz,      | 22 ans | 1,74 m | Asunción        |
| Pays de Galles            | Bethany Harris,             | 20 ans | 1,80 m | Newport         |
| Pays-Bas                  | Leonie Hesselink,           | 26 ans | 1,74 m | Amsterdam       |
| Pérou                     | Clarisse Uribe              | 21 ans | 1,78 m | Chincha Alta    |
| Philippines               | Katarina Rodriguez,         | 26 ans | 1,70 m | Makati          |
| Pologne                   | Agata Biernat,              | 27 ans | 1,83 m | Zduńska Wola    |
| Porto Rico                | Dayanara Martínez,          | 25 ans | 1,72 m | Canóvanas       |
| Portugal                  | Carla Rodrigues,            | 25 ans | 1,75 m | Lisbonne        |
| République dominicaine    | Denise Romero,              | 24 ans | 1,70 m | Higüey          |
| République tchèque        | Kateřina Kasanová           | 19 ans | 1,77 m | Prague          |
| Russie                    | Natalya Stroeva             | 19 ans | 1,73 m | Yakutsk         |
| Rwanda                    | Liliane Iradukunda,         | 19 ans | 1,71 m | Kigali          |
| Salvador                  | Metzi Solano Jimenez        | 27 ans | 1,70 m | Santa Ana       |
| Sénégal                   | Aïssatou Filly,             | 22 ans | 1,83 m | Dakar           |
| Serbie                    | Ivana Trišić,               | 24 ans | 1,78 m | Obrenovac       |
| Sierra Leone              | Sarah Tucker                | 24 ans | 1,71 m | Bonthe          |
| Singapour                 | Vanessa Peh,                | 23 ans | 1,70 m | Singapour       |
| Slovaquie                 | Dominika Grecová,           | 20 ans | 1,81 m | Bratislava      |
| Slovénie                  | Lara Kalanj,                | 18 ans | 1,70 m | Kobarid         |
| Soudan du Sud             | Florence Thompson,          | 19 ans | 1,82 m | Djouba          |
| Sri Lanka                 | Nadia Gyi,                  | 18 ans | 1,70 m | Colombo         |
| Tanzanie                  | Queen Elizabeth Makune,     | 22 ans | 1,80 m | Dar es Salam    |
| Thaïlande                 | Nicolene Pichapa Limsnukan, | 20 ans | 1,70 m | Bangkok         |
| Trinité-et-Tobago         | Ysabel Bisnath,             | 26 ans | 1,70 m | Port-d'Espagne  |
| Turquie                   | Şevval Şahin,               | 19 ans | 1,82 m | Istanbul        |
| Ukraine                   | Leonila Gouz,               | 19 ans | 1,73 m | Kherson         |
| Venezuela                 | Veruska Ljubisavljevic,     | 27 ans | 1,77 m | Caracas         |
| Viêt Nam                  | Trần Tiểu Vy,               | 18 ans | 1,74 m | Quang Nam       |
| Zambie                    | Musa Kalaluka               | 20 ans | 1,69 m | Lusaka          |
| Zimbabwe                  | Belinda Potts,              | 21 ans | 1,78 m | Harare          |

## Compétitions

### Top Model
La compétition Top Model s'est déroulée dans la soirée du 20 novembre 2018. La compétition est remportée par Maëva Coucke, Miss France, qui devient la première candidate à intégrer le Top 30,.
| Résultats    | Candidates |
| Gagnante     | - France – Maëva Coucke |
| 1re dauphine | - Chine – Mao Peirui |
| 2e dauphine  | - Sénégal – Aïssatou Filly |
| 3e dauphine  | - Corée du Sud – Ah Cho |
| 4e dauphine  | - Afrique du Sud – Thulisa Keyi |
| Top 32       | - Allemagne – Christine Annabelle Keller - Australie – Taylah Cannon - Barbade – Ashley Lashley - Belgique – Angeline Flor Pua - Biélorussie – Maria Vasilevitch - Brésil – Jéssica Carvalho - Chili – Anahí Hormazabal Garay - Croatie – Ivana Mudnić Dujmina - Espagne – Amaia Izar - Grèce – Maria Lepida - Guadeloupe – Morgane Thérésine - Italie – Nunzia Amato - Japon – Kanako Date - Malaisie – Larissa Ping - Mexique – Vanessa Ponce - Népal – Shirinkhala Khatiwada - Nigeria – Anita Ukah - Nouvelle-Zélande – Jessica Tyson - Panama – Solaris Barba - Philippines – Katarina Rodriguez - Pologne – Agata Biernat - Russie – Natalya Stroeva - Serbie – Ivana Trišić - Sri Lanka – Nadia Gyi - Thaïlande – Nicolene Pichapa Limsnukan - Turquie – Şevval Şahin - Viêt Nam – Trần Tiểu Vy |

#### Prix du meilleur designer
| Classement | Candidates                                                                                      |
| Gagnantes  | - Chine – Mao Peirui - Afrique du Sud – Thulisa Keyi                                            |
| Top 5      | - Malaisie – Larissa Ping - Portugal – Carla Rodrigues - Thaïlande – Nicolene Pichapa Limsnukan |

### Talent
La compétition Talent s'est déroulée le 27 novembre 2018. La compétition est remportée par Kanako Date, Miss Japon, qui devient la deuxième candidate à intégrer le Top 30.
| Résultats    | Candidates |
| Gagnante     | - Japon – Kanako Date |
| 1re dauphine | - Chine – Mao Peirui |
| 2e dauphine  | - Canada – Hanna Begovic |
| 3e dauphine  | - Pologne – Agata Biernat |
| 4e dauphine  | - Malaisie – Larissa Ping |
| Top 18       | - Bulgarie – Kalina Miteva - Espagne – Amaia Izar - États-Unis – Marisa Butler - Guyana – Ambika Ramraj - Haïti – Stephie Morency - Îles Cook – Reihana Koteka-Wiki - Inde – Anukreethy Vas - Indonésie – Alya Nurshabrina - Nicaragua – Yoselin Reyes - Panama – Solaris Barba - Paraguay – Maquenna Gaiarín - Porto Rico – Dayanara Martinez - Thaïlande – Nicolene Pichapa Limsnukan |

### Sports & Fitness
La compétition Sports & Fitness s'est déroulée le 30 novembre 2018. La compétition est remportée par Marisa Butler, Miss États-Unis, qui devient la troisième candidate à intégrer le Top 30,.
| Résultats    | Candidates |
| Gagnante     | - États-Unis – Marisa Butler |
| 1re dauphine | - Bolivie – Vanessa Vargas |
| 2e dauphine  | - Pays-Bas – Leonie Hesselink |
| Top 18       | Équipe Rouge : - Biélorussie – Maria Vasilevitch - Canada – Hanna Begovic - Îles Caïmans – Kelsie Woodman-Bodden - Irlande – Aoife O'Sullivan - République dominicaine – Denise Romero Équipe Jaune : - Équateur – Nicol Ocles - Hongrie – Andrea Szarvas - Kazakhstan – Yekaterina Dvoretskaya - Lettonie – Daniela Gods-Romanovska - Pologne – Agata Biernat Équipe Bleue : - Écosse – Linzi McLelland - Irlande du Nord – Katharine Walker - Nouvelle-Zélande – Jessica Tyson - Panama – Solaris Barba - Slovénie – Lara Kalanj |
| Top 24       | Équipe Rouge : - Guinée-Bissau – Rubiato Nhamajo - Îles Cook – Reihanna Koteka-Wiki Équipe Jaune : - Finlande – Jenny Lappalainen - Moldavie – Tamara Zareţcaia Équipe Bleue : - Mexique – Vanessa Ponce - Sierra Leone – Sarah Tucker |

Palmarès des épreuves sportives :
| Épreuve                | Gagnante                           |
| Saut en longueur       | - Bolivie – Vanessa Vargas         |
| Athlétisme (60 mètres) | - Pays-Bas – Leonie Hesselink      |
| Natation               | - Nouvelle-Zélande – Jessica Tyson |
| Équipe gagnante        | - Équipe Rouge                     |

### Multimedia
La compétition Multimedia est remportée par Shirinkhala Khatiwada, Miss Népal, qui intègre directement le Top 30.
| Résultats    | Candidates |
| Gagnante     | - Népal – Shirinkhala Khatiwada |
| 1re dauphine | - Mexique – Vanessa Ponce |
| 2e dauphine  | - Kenya – Finali Galaiya |
| Top 5        | - France – Maëva Coucke - Indonésie – Alya Nurshabrina |
| Top 10       | - Inde – Anukreethy Vas - Malaisie – Larissa Ping - Mongolie – Erdenebaatar Enkhriimaa - Thaïlande – Nicolene Pichapa Limsnukan - Venezuela – Veruska Ljubisavljević |

#### Sanya Tourism Award
| Résultats    | Candidates                       |
| Gagnante     | - Kenya – Finali Galaiya         |
| 1re dauphine | - Chine – Mao Peirui             |
| 2e dauphine  | - Népal – Shirinkhala Khatiwada  |
| 3e dauphine  | - Porto Rico – Dayanara Martínez |
| 4e dauphine  | - Angleterre – Alisha Cowie      |

### Beauty with a Purpose: le projet humanitaire
La compétition Beauty with a Purpose est remportée par Shirinkhala Khatiwada, Miss Népal. 25 projets ont été retenus après délibération :
| Résultats      | Candidates |
| Gagnante       | - Népal – Shirinkhala Khatiwada |
| 1res dauphines | - Indonésie – Alya Nurshabrina - Nouvelle-Zélande – Jessica Tyson |
| 2es dauphines  | - Mexique – Vanessa Ponce - Viêt Nam – Trần Tiểu Vy |
| Top 12         | - Chili – Anahí Hormazabal Garay - Jamaïque – Kadijah Robinson - Kenya – Finali Galaiya - Liban – Mira Al Toufaily - Malaisie – Larissa Ping - Panama – Solaris Barba - Trinité-et-Tobago – Ysabel Bisnath |
| Top 25         | - Barbade – Ashley Lashley - Brésil – Jéssica Carvalho - Chine – Mao Peirui - Écosse – Linzi McLelland - Guyana – Ambika Ramraj - Îles Cook – Reihana Koteka-Wiki - Italie – Nunzia Amato - Japon – Kanako Date - Mongolie – Enkhriimaa Erdenebaatar - Birmanie – Han Thi - Russie – Natalya Stroeva - Rwanda – Liliane Iradukunda - Singapour – Vanessa Peh |

### Head-to-Head Challenge Rounds
Cette épreuve de groupe en ligne, qualifiant 10 candidates dans le Top 30, se décompose en trois parties.
Tout d'abord, chaque nation de chaque groupe feront un monologue d'ouverture, suivi d'une présentation d'elles-mêmes. Cela peut être une présentation en direct ou pré-enregistrée. Le temps total maximum de chaque présentation (y compris la présentation pré-enregistrée) n'excèdera pas 2 minutes. Ensuite, après les présentations, les candidates répondront aux questions du présentateur et de la communauté en ligne. Ce processus fera partie d'une discussion de groupe et durera environ 8 minutes. Enfin, chaque concurrente répondra à la question du jour (30 à 45 secondes pour répondre pour chaque nation).
Le public est invité à choisir la gagnante de chaque groupe par un vote libre. Le présentateur ouvrira le vote au public après les présentations d'ouverture. Le vote reste ouvert jusqu'au début du prochain défi, lorsque la gagnante du groupe précédent est annoncée. Le vote du public se fait via le site officiel de Miss Monde sur la page de la candidate, mais également sur les groupes Facebook et Mobstar de chaque participante.
Le tirage au sort pour la création des groupes a été réalisé le 12 novembre 2018. Ainsi, 18 groupes de 6 et 2 groupes de 5 candidates ont été confirmés pour le premier tour. Ensuite, à l'issue du second tour, parmi les 20 gagnantes de chaque groupe, 10 d'entre elles seront qualifiées dans le Top 30 final après une nouvelle compétition.

#### Premier tour
- Candidates qualifiées pour le Second tour du Head-to-Head Challenge.
- Candidates qualifiées dans le Top 30 via une autre compétition.
- Candidates qualifiées dans le Top 30 grâce au jury de sélection.
- Candidates qualifiées dans le Top 30 via une autre compétition, également qualifiée pour le Second tour du Head-to-Head Challenge.

| Groupe    | Candidate no 1     | Candidate no 2            | Candidate no 3         | Candidate no 4     | Candidate no 5  | Candidate no 6 |
| Groupe 1  | Éthiopie           | Pérou                     | Maurice                | République tchèque | Ghana           | Australie      |
| Groupe 2  | Allemagne          | Îles Caïmans              | Géorgie                | Paraguay           | Barbade         | France         |
| Groupe 3  | Afrique du Sud     | Venezuela                 | Pays de Galles         | Finlande           | Lettonie        | Sierra Leone   |
| Groupe 4  | Islande            | Guyana                    | Philippines            | Guinée équatoriale | Norvège         | Sénégal        |
| Groupe 5  | Canada             | Gibraltar                 | République dominicaine | Écosse             | Nigeria         | Jamaïque       |
| Groupe 6  | Danemark           | Îles Vierges britanniques | Brésil                 | Irlande            | Chine           | Bangladesh     |
| Groupe 7  | Corée du Sud       | Bahamas                   | Zimbabwe               | Botswana           | Japon           | Chili          |
| Groupe 8  | Slovaquie          | Bolivie                   | Liban                  | États-Unis         | Cameroun        | Îles Cook      |
| Groupe 9  | Indonésie          | Angleterre                | Albanie                | Malaisie           | Kazakhstan      | Rwanda         |
| Groupe 10 | Serbie             | Chypre                    | Slovénie               | Guadeloupe         | Lesotho         | Nicaragua      |
| Groupe 11 | Birmanie           | Arménie                   | Nouvelle-Zélande       | Guatemala          | Belize          | Italie         |
| Groupe 12 | Égypte             | Viêt Nam                  | Soudan du Sud          | Panama             | Monténégro      | Inde           |
| Groupe 13 | Bosnie-Herzégovine | Guam                      | Luxembourg             | Népal              | Moldavie        | X              |
| Groupe 14 | Martinique         | Pays-Bas                  | Biélorussie            | Curaçao            | Porto Rico      | Singapour      |
| Groupe 15 | Mongolie           | Grèce                     | Autriche               | Thaïlande          | Ukraine         | Hongrie        |
| Groupe 16 | Colombie           | Laos                      | Belgique               | Bulgarie           | Zambie          | Portugal       |
| Groupe 17 | Malte              | Russie                    | Mexique                | Espagne            | Irlande du Nord | Aruba          |
| Groupe 18 | Tanzanie           | Sri Lanka                 | Trinité-et-Tobago      | Haïti              | Turquie         | Croatie        |
| Groupe 19 | Pologne            | Salvador                  | Madagascar             | Équateur           | Kenya           | Argentine      |
| Groupe 20 | Angola             | Honduras                  | Ouganda                | Guinée-Bissau      | Hong Kong       | X              |

#### Second tour
Le second et dernier tour du Head-to-Head Challenge se compose de 10 duels de 2 candidates gagnantes des précédents groupes qualificatifs. Chacune d'elles présente notamment son projet humanitaire devant un jury composé de :
- Stephanie Del Valle, Miss Monde 2016 et Ambassadrice "Beauty with a Purpose" pour Miss Monde.
- Manushi Chhillar, Miss Monde 2017.
- Megan Young, Miss Monde 2013.

La candidate obtenant la majorité des voix est qualifiée dans le Top 30 final.
- Gagnantes du Head-to-Head Challenge, qualifiées dans le Top 30.

| Duel | Candidate no 1 | Candidate no 2    |
| 1    | Maurice        | France            |
| 2    | Venezuela      | Philippines       |
| 3    | Nigeria        | Bangladesh        |
| 4    | Chili          | Liban             |
| 5    | Malaisie       | Guadeloupe        |
| 6    | Birmanie       | Inde              |
| 7    | Népal          | Singapour         |
| 8    | Thaïlande      | Bulgarie          |
| 9    | Mexique        | Trinité-et-Tobago |
| 10   | Argentine      | Ouganda           |

## Danses du Monde
| Régions du monde | Candidates |
| Asie             | - Thaïlande – Nicolene Pichapa Limsnukan - Sri Lanka – Nadia Gyi - Inde – Anukreethy Vas |
| Océanie          | - Îles Cook – Reihana Koteka-Wiki - Nouvelle-Zélande – Jessica Tyson |
| Caraïbes         | - Aruba – Nurianne Arias - Jamaïque – Kadijah Robinson - Guadeloupe – Morgane Thérésine - Belize – Jalyssa Arthurs |
| Europe           | - Biélorussie – Maria Vasilevich - Espagne – Amaia Izar - Pologne – Agata Biernat - Bosnie-Herzégovine – Anđela Paleksić - Serbie – Ivana Trišić - Hongrie – Andrea Szarvas - Monténégro – Natalija Glušcević - Écosse – Linzi McLelland |
| Amériques        | - Mexique – Vanessa Ponce - Nicaragua – Yoselin Gómez Reyes - Équateur – Nicol Ocles - Panama – Solaris Barba - Honduras – Dayana Sabillón - Bolivie – Vanessa Vargas - Canada – Hanna Begovic                                           |
| Afrique          | - Botswana – Moitshepi Elias - Guinée équatoriale – Silvia Adjomo Ndong - Sierra Leone – Sarah Laura Tucker - Zambie – Musa Kalaluka - Nigeria – Anita Ukah - Maurice – Murielle Ravina - Ghana – Nana Ama Benson                        |

## Observations